# Etiopía en los Juegos Olímpicos de Atlanta 1996
Etiopía estuvo representada en los Juegos Olímpicos de Atlanta 1996 por un total de 18 deportistas que compitieron en 2 deportes.  
El portador de la bandera en la ceremonia de apertura fue el atleta Fita Bayisa.

## Medallistas
El equipo olímpico etíope obtuvo las siguientes medallas:
| Nombre             | Deporte   | Competición |
| ------------------ | --------- | ----------- |
| Oro                |           |             |
| Haile Gebrselassie | Atletismo | 10 000 m M  |
| Fatuma Roba        | Atletismo | Maratón F   |
| Plata              |           |             |
| —                  |           |             |
| Bronce             |           |             |
| Gete Wami          | Atletismo | 10 000 m F  |